# Liste des biens culturels d'importance nationale dans le canton du Valais

Blason du Valais.

Cette liste présente les biens culturels d'importance nationale dans le canton du Valais. Cette liste correspond à l'édition 2009 de l'Inventaire Suisse des biens culturels d'importance nationale (Objets A) pour le canton du Valais. Il est trié par commune et inclus : 58 bâtiments séparés, 16 collections, 15 sites archéologiques et deux cas particuliers.

## Abréviations
- A : Archéologie
- Arch : Archive
- B : Bibliothèque
- E : Objet unique
- M : Musée
- O : Objets multiples
- S : Cas particulier

## Inventaire par commune
| Photo | Objet                                                                                       | Type | Type | Type | Type | Type | Type | Type | Adresse                         | Commune             | Coordonnées                      |
| Photo | Objet                                                                                       | A    | Arch | B    | E    | M    | O    | S    | Adresse                         | Commune             | Coordonnées                      |
| ----- | ------------------------------------------------------------------------------------------- | ---- | ---- | ---- | ---- | ---- | ---- | ---- | ------------------------------- | ------------------- | -------------------------------- |
|       | Grimentz : Ilôt Bosquet / Chlasche, Pierre à cupules                                        | A    |      |      |      |      |      |      |                                 | Anniviers           | 46° 10′ 14″ nord, 7° 34′ 10″ est |
|       | Mauvoisin : Alpage de Louvie                                                                |      |      |      | E    |      |      |      |                                 | Bagnes              | 46° 03′ 07″ nord, 7° 18′ 30″ est |
|       | Le Châble : Église St-Maurice, ossuaire, ancienne cure, Le Châble                           |      |      |      |      |      | O    |      |                                 | Bagnes              | 46° 04′ 50″ nord, 7° 12′ 32″ est |
|       | Pont en arc et chapelle de Saint Antoine                                                    |      |      |      |      |      | O    |      | Bei der Brücke                  | Binn                | 46° 21′ 50″ nord, 8° 11′ 02″ est |
|       | Église Saint-Pierre avec tour romane                                                        |      |      |      | E    |      |      |      |                                 | Bourg-Saint-Pierre  | 45° 56′ 57″ nord, 7° 12′ 29″ est |
|       | Hospice du Grand-Saint-Bernard avec ses dépendances, bibliothèque, musée et archives        |      | Arch | B    |      | M    | O    |      | Col du Grand Saint-Bernard      | Bourg-Saint-Pierre  | 45° 52′ 09″ nord, 7° 10′ 15″ est |
|       | Ancien et nouveau Château de Stockalper                                                     |      |      |      |      |      | O    |      | Alte Simplonstrasse 28          | Brigue-Glis         | 46° 18′ 55″ nord, 7° 59′ 26″ est |
|       | Gamsenmauer (Talsperre)                                                                     | A    |      |      | E    |      |      |      |                                 | Brigue-Glis         | 46° 18′ 08″ nord, 7° 56′ 53″ est |
|       | Église de l'Assomption avec son ossuaire                                                    |      |      |      |      |      | O    |      |                                 | Brigue-Glis         | 46° 18′ 38″ nord, 7° 58′ 41″ est |
|       | Église Saint-Pierre et ancien prieuré                                                       |      |      |      |      |      | O    |      | Rue de l’Église                 | Chamoson            | 46° 11′ 32″ nord, 7° 14′ 14″ est |
|       | Potence Erner                                                                               |      |      |      | E    |      |      |      |                                 | Ernen               | 46° 24′ 12″ nord, 8° 08′ 50″ est |
|       | Maison de Jost-Sigristen                                                                    |      |      |      | E    |      |      |      | Dorf                            | Ernen               | 46° 23′ 54″ nord, 8° 08′ 46″ est |
|       | Tellenhaus                                                                                  |      |      |      | E    |      |      |      | Dorf                            | Ernen               | 46° 23′ 56″ nord, 8° 08′ 45″ est |
|       | Alpage de Cotter (gravures rupestres préhistoriques)                                        | A    |      |      |      |      |      |      |                                 | Evolène             | 46° 07′ 02″ nord, 7° 31′ 08″ est |
|       | Maison d'habitation                                                                         |      |      |      | E    |      |      |      | Les Haudères                    | Evolène             | 46° 06′ 20″ nord, 7° 29′ 25″ est |
|       | Rotigostadel                                                                                |      |      |      | E    |      |      |      |                                 | Ferden              | 46° 23′ 37″ nord, 7° 45′ 30″ est |
|       | Église Saint-Nicolas                                                                        |      |      |      | E    |      |      |      |                                 | Hérémence           | 46° 10′ 50″ nord, 7° 24′ 16″ est |
|       | Grotte aux Fées                                                                             |      |      |      | E    |      |      |      |                                 | Hérémence           | 46° 08′ 24″ nord, 7° 23′ 13″ est |
|       | Grande-Dixence                                                                              |      |      |      | E    |      |      |      |                                 | Hérémence           | 46° 04′ 50″ nord, 7° 24′ 11″ est |
|       | Dalaturm                                                                                    |      |      |      | E    |      |      |      |                                 | Loèche              | 46° 19′ 00″ nord, 7° 37′ 22″ est |
|       | Église Saint-Stephan                                                                        |      |      |      | E    |      |      |      | Hauptplatz 16                   | Loèche              | 46° 19′ 02″ nord, 7° 38′ 06″ est |
|       | Hôtel de Ville                                                                              |      |      |      | E    |      |      |      | Rathausplatz 1                  | Loèche              | 46° 18′ 58″ nord, 7° 38′ 05″ est |
|       | Ringackerkapelle Mariä Empfängnis mit Einsiedelei                                           |      |      |      |      |      | O    |      | Ringacker 3                     | Loèche              | 46° 18′ 50″ nord, 7° 38′ 07″ est |
|       | Maison du baron de Werra                                                                    |      |      |      | E    |      |      |      |                                 | Loèche              | 46° 18′ 58″ nord, 7° 38′ 02″ est |
|       | Gemmi Daubenwand                                                                            | A    |      |      |      |      |      |      |                                 | Loèche-les-Bains    | 46° 23′ 37″ nord, 7° 36′ 59″ est |
|       | Les Moulins                                                                                 |      |      |      |      |      | O    |      |                                 | Liddes              | 46° 00′ 16″ nord, 7° 10′ 05″ est |
|       | Château de la Bâtiaz                                                                        |      |      |      |      |      | O    |      |                                 | Martigny            | 46° 06′ 18″ nord, 7° 04′ 09″ est |
|       | Fondation Gianadda, Musée gallo-romain, Musée des voitures                                  | A    |      |      |      | M    |      |      | Rue du Forum 59                 | Martigny            | 46° 05′ 42″ nord, 7° 04′ 15″ est |
|       | Centre valaisan du film                                                                     |      |      |      |      | M    |      |      | Avenue du Grand-Saint-Bernard 4 | Martigny            | 46° 06′ 02″ nord, 7° 04′ 18″ est |
|       | Ville (ville romaine et moderne)                                                            | A    |      |      |      |      |      |      |                                 | Martigny            | 46° 05′ 55″ nord, 7° 04′ 26″ est |
|       | Tarnaiae, vicus celtique – gallo-romain                                                     | A    |      |      |      |      |      |      |                                 | Massongex           | 46° 14′ 34″ nord, 6° 59′ 20″ est |
|       | Roches des Fées                                                                             |      |      |      | E    |      |      |      |                                 | Mollens             | 46° 19′ 32″ nord, 7° 31′ 13″ est |
|       | Hotel Bella Lui                                                                             |      |      |      | E    |      |      |      | Montana-Station 21              | Montana             | 46° 18′ 44″ nord, 7° 28′ 33″ est |
|       | Église Sainte-Marie et la chapelle du cimetière                                             |      |      |      | E    |      |      |      |                                 | Münster-Geschinen   | 46° 29′ 13″ nord, 8° 15′ 55″ est |
|       | Ossuaire                                                                                    |      |      |      | E    |      |      |      | Beinhausweg                     | Naters              | 46° 19′ 32″ nord, 7° 59′ 17″ est |
|       | Église Saint-Maurice                                                                        |      |      |      | E    |      |      |      |                                 | Naters              | 46° 19′ 32″ nord, 7° 59′ 16″ est |
|       | Gestelnburg                                                                                 | A    |      |      | E    |      |      |      |                                 | Niedergesteln       | 46° 18′ 48″ nord, 7° 46′ 59″ est |
|       | Ligne sommitale de la Furka (Adhäsions-/Zahnradbahn)                                        |      |      |      |      |      |      | S    |                                 | Oberwald            | 46° 32′ 01″ nord, 8° 20′ 17″ est |
|       | Jardin botanique alpin Flore-Alpe                                                           |      |      |      | E    |      |      |      | Champex                         | Orsières            | 46° 02′ 07″ nord, 7° 06′ 15″ est |
|       | Heidnischbühl (site préhistorique)                                                          | A    |      |      |      |      |      |      |                                 | Rarogne             | 46° 18′ 36″ nord, 7° 48′ 36″ est |
|       | Église St. Roman avec ancien présbytère, Burghügel                                          |      |      |      | E    |      |      |      |                                 | Rarogne             | 46° 18′ 38″ nord, 7° 48′ 12″ est |
|       | Tour d'habitation de Viztume                                                                |      |      |      | E    |      |      |      |                                 | Rarogne             | 46° 18′ 39″ nord, 7° 48′ 14″ est |
|       | Église de la nativité de Marie                                                              |      |      |      | E    |      |      |      | Furkastrasse                    | Reckingen-Gluringen | 46° 28′ 10″ nord, 8° 14′ 33″ est |
|       | Église ronde de l'Assomption                                                                |      |      |      | E    |      |      |      |                                 | Saas-Balen          | 46° 09′ 13″ nord, 7° 55′ 36″ est |
|       | Fortifications                                                                              |      |      |      |      |      | O    |      |                                 | Saillon             | 46° 10′ 17″ nord, 7° 11′ 05″ est |
|       | Tour Bayard                                                                                 |      |      |      | E    |      |      |      |                                 | Saillon             | 46° 10′ 14″ nord, 7° 10′ 58″ est |
|       | Crête des Barmes (gravures rupestres néolithiques)                                          | A    |      |      |      |      |      |      |                                 | Saint-Léonard       | 46° 15′ 53″ nord, 7° 25′ 25″ est |
|       | Groupe des 5 moulins                                                                        |      |      |      |      |      | O    |      |                                 | Saint-Luc           | 46° 13′ 00″ nord, 7° 36′ 18″ est |
|       | Abbaye Saint-Maurice, Fondation des Archives historiques, Trésor et fouilles archéologiques | A    | Arch |      |      | M    | O    |      |                                 | Saint-Maurice       | 46° 13′ 10″ nord, 7° 00′ 12″ est |
|       | Maison de la Pierre                                                                         |      |      |      | E    |      |      |      | Grand-Rue 54                    | Saint-Maurice       | 46° 13′ 10″ nord, 7° 00′ 17″ est |
|       | Pont sur le Rhône                                                                           |      |      |      | E    |      |      |      | Route de Saint-Maurice          | Saint-Maurice       | 46° 13′ 24″ nord, 7° 00′ 12″ est |
|       | Château de Saint-Maurice et musée militaire                                                 |      |      |      | E    | M    |      |      |                                 | Saint-Maurice       | 46° 13′ 24″ nord, 7° 00′ 11″ est |
|       | Les Marécottes, bassin d’accumulation CFF                                                   |      |      |      |      |      | O    |      | Les Marécottes                  | Salvan              | 46° 06′ 33″ nord, 7° 00′ 19″ est |
|       | Centrale électrique et bâtiments Alusuisse                                                  |      |      |      |      |      | O    |      | Chippis                         | Sierre              | 46° 17′ 00″ nord, 7° 32′ 26″ est |
|       | Ancien hospice du Simplon                                                                   |      |      |      | E    |      |      |      |                                 | Simplon             | 46° 14′ 07″ nord, 8° 00′ 56″ est |
|       | Archives de l'État du Valais                                                                |      | Arch |      |      |      |      |      | Rue de Lausanne 45              | Sion                | 46° 13′ 54″ nord, 7° 21′ 31″ est |
|       | Archives et Musée de l'Évêché de Sion et archives du vénérable Chapitre cathédral de Sion   | Arch |      |      | M    |      |      |      | Rue de la Tour 12               | Sion                | 46° 14′ 01″ nord, 7° 21′ 30″ est |
|       | Cathédrale Notre-Dame                                                                       |      |      |      | E    |      |      |      |                                 | Sion                | 46° 14′ 02″ nord, 7° 21′ 33″ est |
|       | Couvent des Capucins et Bibliothèque                                                        |      |      |      | E    |      | O    |      |                                 | Sion                | 46° 14′ 16″ nord, 7° 21′ 32″ est |
|       | Basilique de Valère                                                                         |      |      |      |      |      | O    |      | Ruelle de Tous-Vents 15         | Sion                | 46° 14′ 01″ nord, 7° 21′ 52″ est |
|       | Église Saint-Théodule                                                                       |      |      |      | E    |      |      |      |                                 | Sion                | 46° 14′ 01″ nord, 7° 21′ 32″ est |
|       | Hôtel de ville                                                                              |      |      |      | E    |      |      |      | Rue du Grand-Pont 12            | Sion                | 46° 14′ 02″ nord, 7° 21′ 38″ est |
|       | La Majorie                                                                                  |      |      |      | E    |      |      |      | Rue des Châteaux 19             | Sion                | 46° 14′ 04″ nord, 7° 21′ 43″ est |
|       | Le Vidomnat                                                                                 |      |      |      | E    |      |      |      | Place de la Majorie 15          | Sion                | 46° 14′ 04″ nord, 7° 21′ 41″ est |
|       | Maison Supersaxo                                                                            |      |      |      | E    |      |      |      | Rue Supersaxo 4                 | Sion                | 46° 14′ 00″ nord, 7° 21′ 36″ est |
|       | Médiathèque Valais                                                                          |      |      | B    |      |      |      |      | Rue des Vergers 9               | Sion                | 46° 13′ 54″ nord, 7° 21′ 31″ est |
|       | Musée cantonal des Beaux-Arts et Musée d'histoire culturelle                                |      |      |      |      | M    |      |      | Rue des Châteaux 12             | Sion                | 46° 14′ 03″ nord, 7° 21′ 43″ est |
|       | Ruines du château de Tourbillon                                                             | A    |      |      | E    |      |      |      |                                 | Sion                | 46° 14′ 11″ nord, 7° 22′ 01″ est |
|       | Ville (station/ville néolithique/moderne)                                                   | A    |      |      |      |      |      |      |                                 | Sion                | 46° 13′ 47″ nord, 7° 21′ 20″ est |
|       | Pont sur la Vispa                                                                           |      |      |      | E    |      |      |      |                                 | Stalden             | 46° 13′ 46″ nord, 7° 52′ 16″ est |
|       | Moulin et foulon                                                                            |      |      |      | E    |      |      |      |                                 | Törbel              | 46° 14′ 21″ nord, 7° 50′ 34″ est |
|       | Maison d'habitation                                                                         |      |      |      | E    |      |      |      | Plat                            | Val-d'Illiez        | 46° 11′ 51″ nord, 6° 53′ 20″ est |
|       | Turm                                                                                        |      |      |      | E    |      |      |      |                                 | Venthône            | 46° 18′ 28″ nord, 7° 31′ 56″ est |
|       | Oberstalden (habitat de l'âge du bronze et médiéval)                                        | A    |      |      |      |      |      |      |                                 | Visperterminen      | 46° 16′ 19″ nord, 7° 53′ 43″ est |
|       | Hubelwäng (peintures rupestres et pierres préhistoriques)                                   | A    |      |      |      |      |      |      |                                 | Zermatt             | 46° 00′ 42″ nord, 7° 43′ 45″ est |
|       | Ruine de la colonie de la mine d'or de Gondo                                                |      |      |      |      |      |      | S    |                                 | Zwischbergen        | 46° 11′ 16″ nord, 8° 08′ 24″ est |

1. ↑  Légende des différents types de biens :
  - A : Archéologie
  - Arch : Archive
  - B : Bibliothèque
  - E : Objet unique
  - M : Musée
  - O : Objets multiples
  - S : Cas particulier